# بوسكيستار
بلدية بوسكيستار (بالإسبانية: Busquístar) هي بلدية تقع في مقاطعة غرناطة التابعة لمنطقة أندلوسيا جنوب إسبانيا.

## الديموغرافيا
بلغ عدد سكان بلدية بوسكيستار 306 نسمة عام 2011 (وفقاً للمعهد الوطني الإسباني للإحصاء).
| 378 | 370 | 349 | 364 | 334 | 311 | 306 |